# Đorđe Rakić
Đorđe Rakić, cyr. Ђорђе Ракић (ur. 31 października 1985 w Kragujevacu) – serbski piłkarz grający na pozycji napastnika w PS Kalamata.